# Branko Perković
Branimir Perković je hrvatski slikar.
Teme njegovih slika nalazi u Splitu i na Braču. Osobito voli slikari krajobraze kao što su crkve velike i male, brodice, masline, brodice, stare građevinice u splitskom Varošu te općenito po Dalmaciji. Drugi njegov omiljeni motiv su portreti. Portretirao je poznate osobe iz splitskog vjerskog i društvenog života. Crtež mu je čist i točan. Od poznatijih osoba koje je portretirao valja spomenuti bl. Ivana Pavla II., papu Benedikta XVI. te nekolicinu biskupa Splitsko-makarske nadbiskupije.
Od izložaba njegovih radova valja navesti samostalnu izložbu u galeriji dominikanskog samostana sv. Katarine Aleksandrijske Vinko Draganja OP u Splitu .